# RV Clione
Le RV Clione (RV en anglais : Research Vessel) était un navire océanographique halieutique exploité par le ministère de l'Agriculture, de la Pêche et de l'Alimentation-Direction des pêches entre 1961 et 1988, désormais connu sous le nom de Centre des sciences de l'environnement, des pêches et de l'aquaculture (Royaume-Uni) (Cefas). 

## Historique
Il a été construit par Cochrane Shipbuilders (en) Ltd. de Selby (Yorkshire du Nord) en 1961 et opéré à partir du port de Lowestoft.
Au début de 1988, le RV Clione a été vendu à Putford Enterprises, à Great Yarmouth, et converti en un navire de réserve offshore pour plates-formes pétrolières. Cependant, il a été réembauché par le ministère de l'Agriculture, des Pêcheries et de l'Alimentation en décembre lorsque le nouveau navire de contrôle du ministère, le RV Corystes, a été mis hors service à bref délai, nécessitant un changement d'hélice. 
Le RV Clione a été renommé MV Putford Petrel le 3 mai 1991. En 2000, le MV Putford Petrel a été vendu à nouveau et converti en un yacht à moteur et rebaptisé Lynn G et est actuellement classé comme appartenant à la Dutch Film Unit-Lettele, aux Pays-Bas, bien que son port d'attache ne soit pas connu.
Le RV Clione a été mis en service en 1960 en remplacement du navire de recherche sur la pêche, le Sir Lancelot. Il a été construit par Cochrane Shipbuilders Ltd. de Selby (chantier n ° 1458) dans le Yorkshire. Il a été mis à l'eau le 22 août 1960 et les essais en mer ont commencé le 15 mars 1961. Il a été immatriculé à Lowestoft le 20 mars 1961, sous le numéro LT 421. 
Le numéro de mai 1961 de The Motor Ship comprenait un article décrivant un nouveau concept de gouvernail utilisé sur le RV Clione. Cela suggère que le nouveau navire de recherche sur la pêche britannique avait été équipé d'un gouvernail actif Pleuger pour une maniabilité et une tenue de position accrues. Le gouvernail de construction allemande est installé à l'arrière de l'hélice du navire alimenté par un moteur électrique de 100 cv. On a dit que ceci était capable de déplacer le navire à 5 nœuds tout seul, mais était principalement utilisé pour la manœuvre à basse vitesse. 

### Service en tant que navire de recherche sur la pêche
Le RV Clione (LT421) était en service à la Direction des pêches de 1961 à 1988, période au cours de laquelle il a participé à 486 campagnes de recherche diverses.
En 1961-62, il a été utilisé pour effectuer une série d’enquêtes sur les œufs et les larves de plie et de hareng dans la partie sud de la mer du Nord. En juin 1963, il a entrepris une campagne exploratoire au large des côtes du Portugal et du Maroc méditerranéen pour tenter de déterminer s'il serait possible de créer une pêcherie thonière britannique. Cela a été suivi en juin 1965 par un voyage dans les eaux entourant les îles Canaries mais, comme le précédent, il s’est avéré avorter. 
À la fin des années 1960, les activités des chalutiers à perche dans la mer du Nord ont amené d'autres pêcheurs à se plaindre de ce que les chaluts à perche nuisaient aux stocks et à la nourriture benthique du poisson. Il est donc devenu nécessaire d'étudier les effets du chalutage sur les fonds marins. Des plongeurs et des caméras sous-marines ont été déployés à partir du RV Clione, mais un scanner ARL a finalement été installé sur le RV Clione à la suite d'une collaboration avec des scientifiques de l'Admiralty Research Laboratory (en), à Teddington. Cet équipement avait été mis au point pendant la guerre pour la chasse aux mines. Cela a permis de visualiser pour la première fois les engins de pêche et les poissons en trois dimensions depuis le navire de recherche. 
Tout au long de ses années de service, le RV Clione a été employé pour le marquage à grande échelle et la transplantation de plie d'un banc de sable à des terrains étrangers en mer du Nord. En 1964, 13.000 plies des trois principales frayères ont été marquées et relâchées, à la fois localement chez elles mais aussi plus loin pour examiner les taux de croissance et les schémas de migration.
Le RV Clione a été déployé dans plusieurs enquêtes portant sur les populations de lançons de la mer du Nord. En juillet 1975, il participa à une étude de la zone de frai  à l'aide du sous-marin sans équipage ANGUS mis au point par l'Université Heriot-Watt, au large de la côte nord-est de l'Angleterre. 
Le 27 juillet 1984, le Lowestoft Journal publiait un article intitulé "Demande de création d'un nouveau navire de recherche destiné à remplacer le RVClione vieillissant. Cela a été suivi le 30 janvier 1987 par une "annonce à la vente par appel d'offres ouvert du navire de recherche Clione, LT 421. Enfin, le 6 février 1987, le Lowestoft Journal publiait un article intitulé "Le navire de recherche Clione, âgé de 26 ans, destiné à la vente, le nouveau RV Corystes faisant ses derniers essais en mer". Au début de 1988, le RV Clione a été vendu à Putford Enterprises de Great Yarmouth.
Le ministère de l'Agriculture, des Pêcheries et de l'Alimentation a réengagé le RV Clione en décembre 1988 pour mener des enquêtes sur le Hastings Shingle Bank, des décharges de boues d'épuration au large de Plymouth et des sites d'extraction d'agrégats au large de l'île de Wight, en utilisant un sonar à balayage latéral, dragues épibenthiques et photographie sous-marine. Cela était nécessaire lorsque le navire de contrôle existant du ministère, Le RV Corystes, avait été mis hors service très rapidement, nécessitant un changement d'hélice.

## Navires du Cefas
| - RV Huxley (1899-1902) - SY Hildegarde et SY Hiawatha (1912–1914) - SS Joseph & Sarah Miles (1920–1922) - RV George Bligh (1921–1939) - RV Onaway (1930–1960) - RV Platessa (1946–1967) - RV Ernest Holt (1946–1971) | - RV Sir Lancelot (1947–1960 - RV Tellina (1960–1981) - RV Corella (1967–1983) - RV Cirolana (1970–2003) - RV Corystes (1988–2003) - RV Cefas Endeavour (2003–present) |

### Note et référence
1. ↑  LYNN G - Site Maritime Connector

- (en) Cet article est partiellement ou en totalité issu de l’article de Wikipédia en anglais intitulé « RV Clione » (voir la liste des auteurs).